# Taylor Creek (Ohio)
Taylor Creek – jednostka osadnicza w Stanach Zjednoczonych, w stanie Ohio, w hrabstwie Hamilton.